# Jeremias Lindewall
Sander Jeremias Lindewall, född 2 januari 2002 i Sollefteå, är en svensk professionell ishockeyspelare som spelar för Brödernas/Väsby IK HK i Hockeyettan.  Han blev draftad av Edmonton Oilers i sjunde rundan, 200 totalt, i NHL-draften 2020